# Gramática do russo
Esta página contém alguns caracteres especiais e é possível que a impressão não corresponda ao artigo original.
A gramática da língua russa (em russo: грамматика русского языка, pronúncia russa: [ɡrɐˈmatʲɪkə ˈruskəvə jɪzɨˈka] ou, em russo: русская грамматика, pronúncia russa: [ˈruskəjə ɡrɐˈmatʲɪkə]) engloba uma morfologia altamente sintética e uma sintaxe que, para a linguagem literária, é a fusão de três elementos: herança da Igreja Eslava; estilo europeu ocidental; e base de vernáculo polida.
A língua falada foi influenciada pela literatura, mas ainda preserva as suas formas características. Os dialetos contam com mecanismos gramaticais alternativos, dos quais alguns são arcaicos ou descendentes de antigas formas descartadas pela língua literária.

## Substantivos
A declinação nominal é sujeita a seis casos gramaticais - nominativo, genitivo, dativo, acusativo, instrumental e preposicional - em dois números (singular e plural), e obedecendo ao gênero gramatical (masculino, feminino e neutro).
Já foram identificados até 10 casos adicionais em livros de linguística, embora todos sejam incompletos (não se aplicam a todos os substantivos) ou corrompidos (corruptelas quase idênticas de um dos seis casos simples). Os casos adicionais mais reconhecidos são o caso locativo (в лесу, в крови, в слезах), partitivo (сапог, чулок, вольт) e várias formas do caso vocativo (Господи, Боже, отче). Os adjetivos, pronomes e os números cardinais além dos dois primeiros variam por gênero.
Não há artigos definidos ou indefinidos na língua russa. O sentido de um substantivo é determinado pelo contexto em que ele se encontra. Há algumas formas de expressar se um artigo é definido ou indefinido, elas são:
1. Uso de um objeto direto no genitivo ao invés do acusativo em negação significa que o substantivo é indefinido, compare: "Я не вижу книги" ("Eu não vejo livros" ou "Eu não vejo livro algum") e "Я не вижу книгу" ("Eu não vejo o livro").
2. O uso do numeral um às vezes significa que o substantivo é indefinido, exemplo: "Почему ты так долго?" - "Да так, встретил одного друга, пришлось поговорить" ("Por que você demorou tanto?" - "Veja bem, eu encontrei um amigo e tive que conversar").
3. Ordem de palavras também pode ser usada para esse objetivo, compare "В комнату вбежал мальчик" ("Um garoto correu pra dentro da sala") e "Мальчик вбежал в комнату" ("O garoto correu pra dentro da sala").
4. O uso de plural ao invés de singular pode significar que o substantivo é indefinido: "Вы купите это в магазинах." - "Вы купите это в магазине." ("Você pode comprar isso em uma loja." literalmente: "...em lojas" - "Você pode comprar isso na loja.")

A categoria de animacidade é importante na declinação nominal e adjectival russa. Especificamente, a forma acusativa em muitos contextos tem duas formas possíveis, dependendo da animacidade do substantivo referido. Para referentes animados (pessoas e animais), a forma acusativa é geralmente idêntica à forma genitiva. Para referentes inanimados, a forma acusativa é idêntica à forma nominativa. Este princípio é relevante para a substantivos singulares masculinos da primeira declinação (ver abaixo) e adjetivos, e para todos os plurais (sem distinção de gênero). Nas tabelas abaixo, este comportamento é indicado pela abreviação "N ou G" (nominativo ou genitivo) na linha correspondente ao caso acusativo.
No idioma russo existem três declinações, chamadas primeira, segunda e terceira declinação. A primeira declinação (a segunda em gramáticas escolares russas) é usada para substantivos masculinos e para a maioria dos substantivos neutros. A segunda declinação (a primeira em gramáticas escolares) é usada para a maioria dos substantivos femininos e para vários substantivos masculinos com a mesma forma que aqueles do gênero feminino, como папа (pai) ou (дядя). (tio). A terceira declinação é usada para substantivos femininos terminados em ь e para substantivos neutros terminados em мя.

### Primeira declinação
A maior parte dos substantivos da primeira declinação são femininos, alguns são masculinos. A mesma terminação se aplica para ambos gêneros.
|               |      | Singular | Singular | Singular |        | Plural | Plural | Plural |
| Nominativo    | -а   | -я       | -ия      | -ы¹      | -и     | -ии    |        |        |
| Genitivo      | -ы¹  | -и       | -ии      | -        | -ь     | -ий    |        |        |
| Dativo        | -е   | -е       | -ии      | -ам      | -ям    | -иям   |        |        |
| Acusativo     | -у   | -ю       | -ию      | N ou G   | N ou G | N ou G |        |        |
| Instrumental  | -ой² | -ей3     | -ией     | -ами     | -ями   | -иями  |        |        |
| Preposicional | -е   | -е       | -ии      | -ах      | -ях    | -иях   |        |        |

1. Depois de uma consoante sibilante ou velar (г, к, ou х), и é escrito.
2. Depois de uma sibilante, о é escrito quando ela leva acentuação tônica; е é escrito quando a sibilante não é tônica.
3. Depois de uma consoante leve, ё é escrito quando tônica; е quando não é tônica.

Exemplos:
рабо́та - trabalho, ба́ня - casa de banho, кни́га - livro, ли́ния - linha
|               |         | Singular | Singular | Singular | Singular |        | Plural  | Plural  | Plural | Plural |
| Nominativo    | рабо́та  | ба́ня     | кни́га    | ли́ния    | рабо́ты   | ба́ни   | кни́ги   | ли́нии   |        |        |
| Genitivo      | рабо́ты  | ба́ни     | кни́ги    | ли́нии    | рабо́т    | ба́нь   | книг    | ли́ний   |        |        |
| Dativo        | рабо́те  | ба́не     | кни́ге    | ли́нии    | рабо́там  | ба́ням  | кни́гам  | ли́ниям  |        |        |
| Accusativo    | рабо́ту  | ба́ню     | кни́гу    | ли́нию    | рабо́ты   | ба́ни   | кни́ги   | ли́нии   |        |        |
| Instrumental  | рабо́той | ба́ней    | кни́гой   | ли́нией   | рабо́тами | ба́нями | кни́гами | ли́ниями |        |        |
| Preposicional | рабо́те  | ба́не     | кни́ге    | ли́нии    | рабо́тах  | ба́нях  | кни́гах  | ли́ниях  |        |        |

### Segunda declinação - substantivos masculinos
Substantivos terminados em consoantes são marcados na seguinte tabela com - e a respectiva terminação.
|               |        | Singular | Singular | Singular | Singular |        | Plural | Plural | Plural | Plural |
| Nominativo    | -      | -ь       | -й       | -ий      | -ы¹      | -и     | -и     | -ии    |        |        |
| Genitivo      | -а     | -я       | -я       | -ия      | -ов²     | -ей    | -ев3   | -иев   |        |        |
| Dativo        | -у     | -ю       | -ю       | -ию      | -ам      | -ям    | -ям    | -иям   |        |        |
| Acusativo     | N ou G | N ou G   | N ou G   | N ou G   | N ou G   | N ou G | N ou G | N ou G |        |        |
| Instrumental  | -ом    | -ем3     | -ем3     | -ием     | -ами     | -ями   | -ями   | -иями  |        |        |
| Preposicional | -е     | -е       | -е       | -ии      | -ах      | -ях    | -ях    | -иях   |        |        |

1. Após um sibilante (ж, ч, ш, ou щ)[4] ou uma consoante velar (г, к, ou х), é escrito um и. E а para algumas palavras (глаз — глаза, доктор — доктора, etc.).
2. Após um sibilante, é escrito ей.
3. Após uma consoante fraca, a letra ё é escrita quando for a sílaba tônica; е quando não for tônica.

Exemplos
|               |         | Singular  | Singular | Singular     | Singular |            | Plural  | Plural        | Plural | Plural |
| Nominativo    | фи́льм   | писа́тель  | геро́й    | коммента́рий  | фи́льмы   | писа́тели   | геро́и   | коммента́рии   |        |        |
| Genitivo      | фи́льма  | писа́теля  | геро́я    | коммента́рия  | фи́льмов  | писа́телей  | геро́ев  | коммента́риев  |        |        |
| Dativo        | фи́льму  | писа́телю  | геро́ю    | коммента́рию  | фи́льмам  | писа́телям  | геро́ям  | коммента́риям  |        |        |
| Accusativo    | фи́льм   | писа́теля  | геро́я    | коммента́рий  | фи́льмы   | писа́телей  | геро́ев  | коммента́рии   |        |        |
| Instrumental  | фи́льмом | писа́телем | геро́ем   | коммента́рием | фи́льмами | писа́телями | геро́ями | коммента́риями |        |        |
| Preposicional | фи́льме  | писа́теле  | геро́е    | коммента́рии  | фи́льмах  | писа́телях  | геро́ях  | коммента́риях  |        |        |

## Verbo
Os verbos na sua conjugação variam por:
- Números: singular e plural.
- Gêneros: masculino, feminino e neutro.
- Vozes: ativa, passiva/medial.
- Modos: indicativo, imperativo e subjuntivo.
- Aspectos: perfeito e imperfeito.
- Tempos:
  - Particípios: passado e presente.
  - Presente
  - Passado: perfeito e imperfeito.
  - Futuro: perfeito e imperfeito.

### Infinitivo
Em russo o infinitivo se termina em -ть, -ти (sempre tônico) ou -чь.
Os verbos reflexivos se formam acrescentando o sufixo -ся/-сь ao infinitivo (мыть – мы́ться, увле́чь – увле́чься, перенести́ – перенести́сь)

### Presente
| Pessoa     | Terminação |
| ---------- | ---------- |
| 1 singular | -у ou -ю   |
| 2 singular | -ешь       |
| 3 singular | -ет        |
| 1 plural   | -ем        |
| 2 plural   | -ете       |
| 3 plural   | -ут ou -ют |

- -у/-ут se usa depois de uma consoante dura ou ж, ш, щ, ч; em todos outros casos se usa -ю/-ют;
- o “е” se transforma em “ё” quando fica tônico.

| Pessoa     | Terminação |
| ---------- | ---------- |
| 1 singular | -у ou -ю   |
| 2 singular | -ишь       |
| 3 singular | -ит        |
| 1 plural   | -им        |
| 2 plural   | -ите       |
| 3 plural   | -ат ou ят  |

- -у/-ут se usa depois de uma consoante dura ou ж, ш, щ, ч; em todos outros casos se usa -ю/-ют;

#### Exemplos
| чита́ть ('ler', radical: чита-) | чита́ть ('ler', radical: чита-) |
| ------------------------------ | ------------------------------ |
| я чита́ю                        | Eu leio (estou lendo)          |
| ты чита́ешь                     | tu lês (estás lendo)           |
| он/она́/оно́ чита́ет              | ele/ela lê (está lendo)        |
| мы чита́ем                      | nós lemos (estamos lendo)      |
| вы чита́ете                     | vocês lêem (estão lendo)       |
| они чита́ют                     | eles/elas lêem (estão lendo)   |

| верну́ть ('devolver', radical: верн-) | верну́ть ('devolver', radical: верн-) |
| ------------------------------------ | ------------------------------------ |
| я верну́                              | eu vou devolver                      |
| ты вернёшь                           | tu vais devolver                     |
| он/она́/оно́ вернёт                    | ele/ela vai devolver                 |
| мы вернём                            | nós vamos devolver                   |
| вы вернёте                           | vocês vão devolver                   |
| они верну́т                           | eles vão devolver                    |

| рисова́ть (‘desenhar’, radical: рису-) | рисова́ть (‘desenhar’, radical: рису-) |                  | плева́ть ('cuspir', radical: плю-) | плева́ть ('cuspir', radical: плю-) |  | танцева́ть ('dançar', radical: танцу-) | танцева́ть ('dançar', radical: танцу-) |
| я рису́ю                               |                                       | я плюю́           |                                   | я танцу́ю                          |  |                                       |                                       |
| ты рису́ешь                            |                                       | ты плюёшь        |                                   | ты танцу́ешь                       |  |                                       |                                       |
| он/она́/оно́ рису́ет                     |                                       | он/она́/оно́ плюёт |                                   | он/она́/оно́ танцу́ет                |  |                                       |                                       |
| мы рису́ем                             |                                       | мы плюём         |                                   | мы танцу́ем                        |  |                                       |                                       |
| вы рису́ете                            |                                       | вы плюёте        |                                   | вы танцу́ете                       |  |                                       |                                       |
| они́ рису́ют                            |                                       | они́ плюю́т        |                                   | они́ танцу́ют                       |  |                                       |                                       |

| мочь (‘poder’, radical: мог-/мож-) | мочь (‘poder’, radical: мог-/мож-) |                  | печь (‘assar’, radical: пек-/печ-) | печь (‘assar’, radical: пек-/печ-) |
| я могу́                             | eu posso                           | я пеку́           |                                    |                                    |
| ты мо́жешь                          | tu podes                           | ты печёшь        |                                    |                                    |
| он/она́/оно́ мо́жет                   | ele/ela pode                       | он/она́/оно́ печёт |                                    |                                    |
| мы мо́жем                           | nós podemos                        | мы печём         |                                    |                                    |
| вы мо́жете                          | vocês podem                        | вы печёте        |                                    |                                    |
| они́ мо́гут                          | eles podem                         | они́ пеку́т        |                                    |                                    |

| нести́ (‘carregar’, radical: нес-) | нести́ (‘carregar’, radical: нес-) |                  | вести́ (‘conduzir’, radical: вед-) | вести́ (‘conduzir’, radical: вед-) |  | мести́ (‘varrer’, radical: мет-) | мести́ (‘varrer’, radical: мет-) |                   | грести́ (‘remar’, radical: греб-) | грести́ (‘remar’, radical: греб-) |  | красть (‘roubar’, radical: крад-) | красть (‘roubar’, radical: крад-) |
| я несу́                            |                                   | я веду́           |                                   | я мету́                            |  | я гребу́                         |                                 | я краду́           |                                  |                                  |  |                                   |                                   |
| ты несёшь                         |                                   | ты ведёшь        |                                   | ты метёшь                         |  | ты гребёшь                      |                                 | ты крадёшь        |                                  |                                  |  |                                   |                                   |
| он/она́/оно́ несёт                  |                                   | он/она́/оно́ ведёт |                                   | он/она́/оно́ метёт                  |  | он/она́/оно́ гребёт               |                                 | он/она́/оно́ крадёт |                                  |                                  |  |                                   |                                   |
| мы несём                          |                                   | мы ведём         |                                   | мы метём                          |  | мы гребём                       |                                 | мы крадём         |                                  |                                  |  |                                   |                                   |
| вы несёте                         |                                   | вы ведёте        |                                   | вы метёте                         |  | вы гребёте                      |                                 | вы крадёте        |                                  |                                  |  |                                   |                                   |
| они́ несу́т                         |                                   | они́ веду́т        |                                   | они́ мету́т                         |  | они́ гребу́т                      |                                 | они́ краду́т        |                                  |                                  |  |                                   |                                   |

| везти́ (‘transportar’, radical: вез-) | везти́ (‘transportar’, radical: вез-) |                  | лезть (‘subir’, radical: лез-) | лезть (‘subir’, radical: лез-) |
| я везу́                               |                                      | я ле́зу           |                                |                                |
| ты везёшь                            |                                      | ты ле́зешь        |                                |                                |
| он/она́/оно́ везёт                     |                                      | он/она́/оно́ ле́зет |                                |                                |
| мы везём                             |                                      | мы ле́зем         |                                |                                |
| вы везёте                            |                                      | вы ле́зете        |                                |                                |
| они́ везу́т                            |                                      | они́ ле́зут        |                                |                                |

| мыть (‘lavar’, radical: мо-) | мыть (‘lavar’, radical: мо-)    |
| ---------------------------- | ------------------------------- |
| я мо́ю                        | eu lavo (estou lavando)         |
| ты мо́ешь                     | tu lavas (estás lavando)        |
| он/она́/оно́ мо́ет              | ele/ela lava (está lavando)     |
| мы мо́ем                      | nós lavamos (estamos lavando)   |
| вы мо́ете                     | vocês lavam (estão lavando)     |
| они́ мо́ют                     | eles/elas lavam (estão lavando) |

| бить ('bater', radical: бь-) | бить ('bater', radical: бь-) |                 | вить ('tecer', radical: вь-) | вить ('tecer', radical: вь-) |  | лить ('derramar', radical: ль-) | лить ('derramar', radical: ль-) |                 | пить ('beber', stem: пь-) | пить ('beber', stem: пь-) |  | шить('costurar', radical: шь-) | шить('costurar', radical: шь-) |
| я бью                        |                              | я вью           |                              | я лью                        |  | я пью                           | eu bebo                         | я шью           |                           |                           |  |                                |                                |
| ты бьёшь                     |                              | ты вьёшь        |                              | ты льёшь                     |  | ты пьёшь                        | tu bebes                        | ты шьёшь        |                           |                           |  |                                |                                |
| он/она́/оно́ бьёт              |                              | он/она́/оно́ вьёт |                              | он/она́/оно́ льёт              |  | он/она́/оно́ пьёт                 | ele/ela bebe                    | он/она́/оно́ шьёт |                           |                           |  |                                |                                |
| мы бьём                      |                              | мы вьём         |                              | мы льём                      |  | мы пьём                         | nós bebemos                     | мы шьём         |                           |                           |  |                                |                                |
| вы бьёте                     |                              | вы вьёте        |                              | вы льёте                     |  | вы пьёте                        | vocês bebem                     | вы шьёте        |                           |                           |  |                                |                                |
| они́ бьют                     |                              | они́ вьют        |                              | они́ льют                     |  | они́ пьют                        | eles/elas bebem                 | они шьют        |                           |                           |  |                                |                                |

| жить ('viver/morar', radical: жив-) | жить ('viver/morar', radical: жив-) |                   | плыть ('nadar', radical: плыв-) | плыть ('nadar', radical: плыв-) |  | слыть ('ser conhecido', radical: слыв-) | слыть ('ser conhecido', radical: слыв-) |
| я живу́                              | eu vivo/moro                        | я плыву́           |                                 | я слыву́                         |  |                                         |                                         |
| ты живёшь                           | tu vives/moras                      | ты плывёшь        |                                 | ты слывёшь                      |  |                                         |                                         |
| он/она́/оно́ живёт                    | ele/ela vive/mora                   | он/она́/оно́ плывёт |                                 | он/она́/оно́ слывёт               |  |                                         |                                         |
| мы живём                            | nós vivemos/moramos                 | мы плывём         |                                 | мы слывём                       |  |                                         |                                         |
| вы живёте                           | vocês vivem/moram                   | вы плывёте        |                                 | вы слывёте                      |  |                                         |                                         |
| они́ живу́т                           | eles vivem/moram                    | они́ плыву́т        |                                 | они́ слыву́т                      |  |                                         |                                         |

| говори́ть ('falar', radical: говор-) | говори́ть ('falar', radical: говор-) |
| ----------------------------------- | ----------------------------------- |
| я говорю́                            | eu falo                             |
| ты говори́шь                         | tu falas                            |
| он/она́/оно́ говори́т                  | ele/ela fala                        |
| мы говори́м                          | nós falamos                         |
| вы говори́те                         | vocês falam                         |
| они говоря́т                         | eles/elas falam                     |

| люби́ть ('amar', stem: люб-) | люби́ть ('amar', stem: люб-) |                  | лови́ть ('pegar', stem: лов-) | лови́ть ('pegar', stem: лов-) |  | топи́ть (‘afogar’, stem: топ-) | топи́ть (‘afogar’, stem: топ-) |  | корми́ть ('alimentar', stem: корм-) | корми́ть ('alimentar', stem: корм-) |
| я люблю́                     | eu amo                      | я ловлю́          |                              | я топлю́                      |  | я кормлю́                      |                               |  |                                    |                                    |
| ты лю́бишь                   | tu amas                     | ты ло́вишь        |                              | ты то́пишь                    |  | ты ко́рмишь                    |                               |  |                                    |                                    |
| он́/она́/оно́ лю́бит            | ele/ela ama                 | он́/она́/оно́ ло́вит |                              | он́/она́/оно́ то́пит             |  | он́/она́/оно́ ко́рмит             |                               |  |                                    |                                    |
| мы лю́бим                    | nós amamos                  | мы ло́вим         |                              | мы то́пим                     |  | мы ко́рмим                     |                               |  |                                    |                                    |
| вы лю́бите                   | vocês amam                  | вы ло́вите        |                              | вы то́пите                    |  | вы ко́рмите                    |                               |  |                                    |                                    |
| они́ лю́бят                   | eles amam                   | они́ ло́вят        |                              | они́ то́пят                    |  | они́ ко́рмят                    |                               |  |                                    |                                    |

| проси́ть ('pedir', radical: прос-) | проси́ть ('pedir', radical: прос-) |                  | вози́ть ('levar', radical: воз-) | вози́ть ('levar', radical: воз-) |              | плати́ть ('pagar', radical: плат-) | плати́ть ('pagar', radical: плат-) |                    | ходи́ть ('andar', radical: ход-) | ходи́ть ('andar', radical: ход-) |  | прости́ть ('desculpar', radical: прост-) | прости́ть ('desculpar', radical: прост-) |
| я прошу́                           |                                   | я вожу́           |                                 | я плачу́                         | eu pago      | я хожу́                            |                                   | я прощу́            |                                 |                                 |  |                                         |                                         |
| ты про́сишь                        |                                   | ты во́зишь        |                                 | ты пла́тишь                      | você paga    | ты хо́дишь                         |                                   | ты прости́шь        |                                 |                                 |  |                                         |                                         |
| он/она́/оно́ про́сит                 |                                   | он/она́/оно́ во́зит |                                 | он/она́/оно́ пла́тит               | ele/ela paga | он/она́/оно́ хо́дит                  |                                   | он/она́/оно́ прости́т |                                 |                                 |  |                                         |                                         |
| мы про́сим                         |                                   | мы во́зим         |                                 | мы пла́тим                       | nós pagamos  | мы хо́дим                          |                                   | мы прости́м         |                                 |                                 |  |                                         |                                         |
| вы про́сите                        |                                   | вы во́зите        |                                 | вы пла́тите                      | vocês pagam  | вы хо́дите                         |                                   | вы прости́те        |                                 |                                 |  |                                         |                                         |
| они́ про́сят                        |                                   | они́ во́зят        |                                 | они́ пла́тят                      | eles pagam   | они́ хо́дят                         |                                   | они́ простя́т        |                                 |                                 |  |                                         |                                         |

### Tempo passado
As formas do passado em russo dependem do gênero:
-л para sujeito masculino,
-ла para sujeito feminino,
-ло para o neutro,
-ли para o plural.
Por exemplo, um homem diria “я спал” (eu dormi), e uma mulher diria “я спала́”.

#### Exempos
Na maioria dos casos, para formar o passado basta trocar a terminação "-ть" para -л/-ла/-ло/-ли dependendo do gênero e da pessoa:
| Forma masculina | Forma masculina                 |            | Forma feminina                    | Forma feminina |                       | Forma neutra | Forma neutra      |  | Forma do plural | Forma do plural |
| я де́лал         | eu fiz (diz um homem)           | я де́лала   | eu fiz (diz uma mulher)           |                |                       | мы де́лали    | nós fizemos       |  |                 |                 |
| ты де́лал        | você fez (se diz para um homem) | ты де́лала  | você fez (se diz para uma mulher) |                |                       | вы де́лали    | vocês fizeram     |  |                 |                 |
| он де́лал        | ele fez                         | она́ де́лала | ela fez                           | оно́ де́лало     | ele, esse, aquele fez | де́лали       | eles/elas fizeram |  |                 |                 |

#### Exceções
| Infinitivo | Radical do Presente | Formas do Passado            |
| ---------- | ------------------- | ---------------------------- |
| ле́зть      | лез-                | лез, ле́зла, ле́зло, ле́зли     |
| нести́      | нес-                | нёс, несла́, несло́, несли́     |
| везти́      | вез-                | вёз, везла́, везло́, везли́     |
| вести́      | вед-                | вёл, вела́, вело́, вели́        |
| мести́      | мет-                | мёл, мела́, мело́, мели́        |
| грести́     | греб-               | грёб, гребла́, гребло́, гребли́ |
| расти́      | раст-               | рос, росла́, росло́, росли́     |

| Infinitivo | Radical do Presente | Formas do Passado                |
| ---------- | ------------------- | -------------------------------- |
| мочь       | мог-/мож-           | мог, могла́, могло́, могли́         |
| печь       | пек-/печ-           | пёк, пекла́, пекло́, пекли́         |
| обжечь     | жег-/жеч-           | обжёг, обожгла́, обожгло́, обожгли́ |

| Infinitivo | Formas do Passado                |
| ---------- | -------------------------------- |
| умере́ть    | у́мер, умерла́, у́мерло, у́мерли     |
| вы́тереть   | вы́тер, вы́терла, вы́терло, вы́терли |

| Infinitivo               | Formas do Passado              |
| ------------------------ | ------------------------------ |
| идти́ (ir)                | шёл, шла, шло, шли             |
| уйти́ (ir embora)         | ушёл, ушла́, ушло́, ушли́         |
| найти́ (achar, encontrar) | нашёл, нашла́, нашло́, нашли́     |
| пройти́ (passar)          | прошёл, прошла́, прошло́, прошли́ |
| прийти́ (vir)             | пришёл, пришла́, пришло́ пришли́  |
| вы́йти (sair)             | вы́шел, вы́шла, вы́шло, вы́шли     |

| Infinitivo | Formas do Passado |
| ---------- | ----------------- |
| есть       | ел, е́ла, е́ло, е́ли |

## Declinação
A língua russa possui seis casos de declinação nominal.
São eles:
- nominativo: quando o nome ou pronome é o sujeito da frase;

Ex.: O gato está dormindo. (Кот спит.)
- acusativo: quando ele é o objeto da frase;

Ex.: Eu trouxe o jornal. (Я принес газету.)
- preposicional: quando ele vem depois duma preposição;

Ex.: Ele está em casa. (Он в доме.)
- genitivo: quando se trata de posse ou família:

Ex.: Esta é a casa de Ivan. (Это дом Ивана.)
- dativo: quando ele é alvo do verbo "dar", geralmente

Ex.: Vladmir deu flores para Anna. (Владмир подарил цветы Анне.)
- instrumental: quando há uma ação executada com um instrumento mencionado na frase

Ex.: Nadia escreve com um lápis. (Надя пишет карандашом.)
Existem outros casos menos frequentes na língua russa, inclusive o vocativo.
Em cada caso o nome ou pronome é modificado de acordo com seu gênero, número e estado (animado ou inanimado), principalmente, com sua função sintática.
As regras a seguir estarão apresentadas com as letras do cirílico. Abaixo só contém informações sobre a declinação dos nomes em singular. Os adjetivos e os pronomes se declinam de outro modo.

### Nominativo
Na língua russa os nomes e pronomes flexionados no caso nominativo não sofrem mudanças de suas formas originais. A forma nominativa é a que aparece no dicionário.

### Acusativo
Para esse caso há a diferenciação entre coisas "animadas" e "inanimadas". Para as inanimadas do gênero masculino, os nomes e pronomes não sofrem modificação, porém para as animadas há mudanças no final da palavra.
- Palavras animadas masculinas terminadas em consoante, acrescenta-se um "a"
- Palavras animadas masculinas terminadas em "й", substitui-se por "я"
- Palavras animadas masculinas terminadas em "ь", substitui-se por "я"
- Palavras animadas e inanimadas femininas terminadas em "a", substitui-se por "y"
- Palavras animadas e inanimadas femininas terminadas em "я", substitui-se por "ю"
- OBS: Palavras do gênero neutro não sofrem modificações, tanto animadas quando inanimadas.

### Preposicional
Nesse caso faz-se o uso de proposições tal como "на" ("em" um lugar aberto), "в" ("em" um lugar fechado), "o" (sobre) etc.
- Em todas as palavras masculinas terminadas em consoante acrescenta-se "e", mas alguns levam "y" tônico por ser mais falável
- Em todas as palavras masculinas terminadas em "ь", substitui-se por "e", mas alguns levam "ю" tônico
- Em todas as palavras masculinas terminadas em "й", substitui-se por "e", mas alguns levam "ю" tônico
- Palavras femininas terminadas em "a", substitui-se por "e"
- Palavras femininas terminadas em "я", substitui-se por "e"
- Palavras femininas terminadas em "ь", substitui-se por "и"
- Palavras neutras terminadas em "o", substitui-se por "e" e as terminadas em "e" permanecem inalteradas
- OBS: Quando a palavra que vier depois da preposição "o" começar com vogal, geralmente o "o" se transforma em "oб" por uma questão de fonética.

### Genitivo
Geralmente usado para indicar posse.
- Palavras masculinas terminadas em consoante, acrescenta-se "a"
- Palavras masculinas terminadas em "й", substitui-se por "я"
- Palavras masculinas terminadas em "ь", substitui-se por "я"
- Palavras femininas terminadas em "a", substitui-se por "ы"
- Palavras femininas terminadas em "я", substitui-se por "и"
- Palavras femininas terminadas em "ь", substitui-se por "и"
- Palavras neutras terminadas em "o", substitui-se por "a"
- Palavras neutras terminadas em "e", substitui-se por "я"

### Dativo
Usado para objetos indiretos.
- Palavras masculinas terminadas em consoante, acrescenta-se "y"
- Palavras masculinas terminadas em "й", substitui-se por "ю"
- Palavras masculinas terminadas em "ь", substitui-se "ю"
- Palavras femininas terminadas em "a", substitui-se por "e"
- Palavras femininas terminadas em "я", substitui-se por "e"
- Palavras femininas terminadas em "ь", substitui-se por "и"
- Palavras femininas terminadas em "ия", substitui-se por "ии"
- Palavras neutras terminadas em "o", substitui-se por "y"
- Palavras neutras terminadas em "e", substitui-se por "ю"

### Instrumental
Usado para indicar como alguém está fazendo algo.
- Em todas as palavras masculinas terminadas por consoante acrescenta-se "ом", exceto se o nome terminar em “ж”, “ц”, “ч”, “ш” ou “щ”, então acrescenta-se "ем"
- Palavras masculinas terminadas em "й", substitui-se por "ем"
- Palavras masculinas terminadas em "ь", substitui-se "ем"
- Palavras femininas terminadas em "a", substitui-se por "ой", exceto se o nome terminar em “ж”, “ц”, “ч”, “ш” ou “щ”, então acrescenta-se "ей"
- Palavras femininas terminadas em "я", substitui-se por "eй"
- Palavras femininas terminadas em "ь", acrescenta-se "ю"
- Em todas as palavras neutras acrescenta-se "м"